# 1975 Голяма награда на Австрия
1975 Голяма награда на Австрия е 7-о за Голямата награда на Австрия и девети кръг от сезон 1975 във Формула 1, провежда се на 17 август 1975 година на пистата Йостерайхринг близо до Шпийлберг, Австрия.

## Репортаж
Съртис се върна в колоната с Джон Уотсън, чието място в Лотус е взето от Брайън Хентън, докато БРМ също се върнаха чрез Боб Еванс вече с подобрен двигател. Шадоу са отново със задвижвания от двигател Матра болид DN7 за Жан-Пиер Жарие, макар че французина има на разположение и задвижвания с Косуърт, DN5 като резерва. Швейцарецът Жо Вонлантен е поредния състезател, който зае второ пилотско място в отбора на Уилямс.
Отборът на Хил приветства отново Ролф Щомелен, който се върна от контузията причинена от тежкия инцидент в Монжуик, замествайки Алън Джоунс чийто договор с тима изтече. Хескет оставиха новия 308C в базата си в Англия, но са с трима пилоти. Заедно с Джеймс Хънт и Харалд Ертъл е нает и американеца Брет Лънгър, носейки със себе си опит от състезанията в европейската Формула 5000. Промени настъпиха и при отбора на Инсайн, като Роелоф Вундеринк е отново повикан на мястото на Гейс ван Ленеп, а също така назначавайки Крис Еймън да кара втория болид.

### Квалификация
Сесиите започнаха със слънчево време но към петък следобед, температурите спаднаха и в събота времето е студено и мрачно, след снощния дъжд. Ники Лауда който е решителен да спечели домашното си състезание и както и се очакваше той доминира квалификациите към седмата си пол-позиция, въпреки че Хънт е на десета от времето на австриеца. Емерсон Фитипалди се класира трети пред видимо във форма германец, Ханс-Йоахим Щук с Марч. Клей Регацони и Карлос Паче се наредиха на трета редица пред Патрик Депайе, Виторио Брамбила, Йохен Мас и Джоди Шектър. По всичко изглеждаше че Ертъл и Вундеринк няма да намерят място за състезанието, преди това да се промени с отказването на Уилсън Фитипалди (който си контузи ръката си в петък) и Хентън (след тежък инцидент в който сериозно повреди Лотус-а и без наличието на резервен болид, заради усилията на тима към новия Лотус 77) двамата бяха допуснати да участват за разлика от Вонлантен и Тони Тримър.

### Състезание
Времето в неделя сутрин отново е слънчево, което помогна на организаторите да съберат 140 хиляди души на трасето. Сутрешната тренировка обаче е помрачена от тежкия инцидент на Марк Донъхю. Американецът получи спукване на гума на завоя Вюст-Хюгел, като Марч-а му премина през огражденията и през мантинелите, удряйки двама маршали. Донъхю претърпя тежки контузии по главата от удара си право в рекламен билборд, пращайки го извън състезанието. Така Вонлантен като първа резерва е пратен да вземе мястото си в състезанието. Дъждът посети трасето отново към обед което ядоса публиката, плюс реформацията на стартовата решетка.
Състезанието започна към 16:00 заради времето и промените в стартовата решетка, но това не попречи Лауда да поведе колоната пред Хънт, Депайе и Брамбила. Условията бяха заплашителни и Марио Андрети се завъртя във втората обиколка, докато БРМ не стигна далеч, заради повреда в двигателя. В петата обиколка Депайе получи проблем с баланса на болида си, давайки третата позиция на Брамбила, но Лауда и Хънт успяха на направят разлика срещу останалите. Шук също изпревари Депайе за пета позиция, следвани от Рони Петерсон, Мас, Том Прайс и Тони Брайз. Шектър влезе в бокса в седмата обиколка със спукана гума.
Дъждът спря в десетата обиколка и условията се подобриха, но нито един от пилотите не реши да влезе в бокса за смяна на гуми. Лауда успя да се откъсне от Хънт, който е преследван от Брамбила, а Петерсон се движи на четвърта позиция, правейки едно от най-добрите си състезания за сезона пред Мас, Депайе, Фитипалди, Прайс, Брайз и Регацони. Щук също загуби контрол, докато впръскателя на Жарие му създаваше проблеми. Солидният старт на Брайз е прекъснато заради загуба на баланс на една от гумите и англичанина трябваше да спре.
В 14-а обиколка дъждът се върна с пълна сила, докато управлението на Лауда се влошило, давайки шанс на Хънт и Брамбила да се доближат до Ферари-то. Обиколка по-късно двамата изпревариха австриеца, преди италианеца да поведе в състезанието три обиколки по-късно. През това време Вонлантен и Паче отпаднаха съответно с повреди в двигателите. Депайе спря за смяна за нови предни гуми, докато Петерсон загуби четвъртата си позиция, след като трябваше да смени визьора на каската си заради лошите условия.
Мас и Прайс също се насладиха на условията и те също изпревариха Лауда, който също е преследван от Регацони и Петерсон. В 26-а обиколка обаче, гръмотевици и светкавици също посетиха трасето, което принуди Бърни Екълстоун, Теди Мейър, Лука Ди Монтедземоло и главния директор на асоциацията на Гран При пилотите, Дени Хълм отправяйки молба към организаторите да спрат състезанието. След няколко дискусии е решено състезанието наистина да бъде прекратено.
Брамбила пресече финала в края на 29-а обиколка, след като видя карирания флаг и повлиян от емоциите си той загуби контрол върху машината си. Виторио продължи след това към боксовете със счупен преден нос. Хънт завърши на 24 секунди зад Марч-а на втора позиция (като двигателя му загуби един от цилиндрите), докато Мас се завъртя и е изпреварен от Прайс в последната обиколка. Германецът успя да се върне и да завърши преди Петерсон, който изпревари Лауда също в последната обиколка. Регацони, Шектър, Фитипалди, Уотсън, Депайе, Еймън, Лънгър, Карлос Ройтеман, Брайз, Щомелен, Лела Ломбарди и Вундеринк също видяха флага. Тъй като 75 % от състезанието не е преполовено организаторите отново наградиха пилоти с половината точки.

## Класиране
| Поз | No | Пилот             | Конструктор    | Обиколки | Време/Отпадане   | Място | Точки |
| --- | -- | ----------------- | -------------- | -------- | ---------------- | ----- | ----- |
| 1   | 9  | Виторио Брамбила  | Марч-Форд      | 29       | 0:57:56.69       | 8     | 4.5   |
| 2   | 24 | Джеймс Хънт       | Хескет-Форд    | 29       | + 27.03          | 2     | 3     |
| 3   | 16 | Том Прайс         | Шадоу-Форд     | 29       | + 34.85          | 15    | 2     |
| 4   | 2  | Йохен Мас         | Макларън–Форд  | 29       | + 1:12.66        | 9     | 1.5   |
| 5   | 5  | Рони Петерсон     | Лотус-Форд     | 29       | + 1:23.33        | 13    | 1     |
| 6   | 12 | Ники Лауда        | Ферари         | 29       | + 1:30.28        | 1     | 0.5   |
| 7   | 11 | Клей Регацони     | Ферари         | 29       | + 1:39.07        | 5     |       |
| 8   | 3  | Джоди Шектър      | Тирел-Форд     | 28       | + 1 Об.          | 10    |       |
| 9   | 1  | Емерсон Фитипалди | Макларън-Форд  | 28       | + 1 Об.          | 3     |       |
| 10  | 18 | Джон Уотсън       | Съртис-Форд    | 28       | + 1 Об.          | 18    |       |
| 11  | 4  | Патрик Депайе     | Тирел-Форд     | 28       | + 1 Об.          | 7     |       |
| 12  | 31 | Крис Еймън        | Инсайн-Форд    | 28       | + 1 Об.          | 23    |       |
| 13  | 25 | Брет Лънгър       | Хескет-Форд    | 28       | + 1 Об.          | 17    |       |
| 14  | 7  | Карлос Ройтеман   | Брабам-Форд    | 28       | + 1 Об.          | 11    |       |
| 15  | 23 | Тони Брайз        | Хил-Форд       | 28       | + 1 Об.          | 16    |       |
| 16  | 22 | Ролф Щомелен      | Хил-Форд       | 27       | + 2 Об.          | 25    |       |
| 17  | 29 | Лела Ломбарди     | Марч-Форд      | 26       | + 3 Об.          | 21    |       |
| НКл | 33 | Роелоф Вундеринк  | Инсайн-Форд    | 25       | Не е класиран    | 27    |       |
| Отп | 32 | Харалд Ертъл      | Хескет-Форд    | 23       | Електро          | 26    |       |
| Отп | 21 | Жак Лафит         | Уилямс-Форд    | 21       | Управление       | 12    |       |
| Отп | 8  | Карлос Паче       | Брабам-Форд    | 17       | Двигател         | 6     |       |
| Отп | 20 | Жо Вонлантен      | Уилямс-Форд    | 14       | Двигател         | 28    |       |
| Отп | 10 | Ханс-Йоахим Щук   | Марч-Форд      | 10       | Катастрофа       | 4     |       |
| Отп | 17 | Жан-Пиер Жарие    | Шадоу-Матра    | 10       | Впръскване       | 14    |       |
| Отп | 14 | Боб Еванс         | БРМ            | 2        | Двигател         | 24    |       |
| Отп | 27 | Марио Андрети     | Парнели-Форд   | 1        | Катастрофа       | 19    |       |
| НСт | 28 | Марк Донъхю       | Марч-Форд      | 0        | Фатален инцидент | 20    |       |
| НСт | 6  | Брайън Хентън     | Лотус-Форд     | 0        | Катастрофа       | 22    |       |
| НКв | 35 | Тони Тримър       | Маки-Форд      |          |                  |       |       |
| НКв | 30 | Уилсън Фитипалди  | Фитипалди-Форд |          |                  |       |       |

## Класирането след състезанието
| Поз | Пилот             | Точки |
| --- | ----------------- | ----- |
| 1   | Ники Лауда        | 51.5  |
| 2   | Карлос Ройтеман   | 34    |
| 3   | Емерсон Фитипалди | 33    |
| 4   | Джеймс Хънт       | 28    |
| 5   | Карлос Паче       | 24    |
| 6   | Джоди Шектър      | 19    |
| 7   | Йохен Мас         | 16    |
| 8   | Клей Регацони     | 16    |

| Поз | Конструктор   | Точки   |
| --- | ------------- | ------- |
| 1   | Ферари        | 54.5    |
| 2   | Брабам-Форд   | 51 (53) |
| 3   | Макларън-Форд | 41      |
| 4   | Тирел-Форд    | 24      |
| 5   | Хескет-Форд   | 28      |
| 6   | Шадоу-Форд    | 8.5     |
| 7   | Марч-Форд     | 7.5     |
| 8   | Лотус-Форд    | 6       |